# Romolo Catasta
Romolo Catasta (Roma, 26 marzo 1923 – 26 marzo 1985) è stato un canottiere italiano, medaglia di bronzo nel singolo ai Giochi olimpici di Londra 1948.

## Biografia
Figlio di un socio-dirigente della Canottieri Aniene, Catasta dopo la medaglia olimpica, vinse un titolo italiano nel singolo, nel 1949.

## Palmarès
| Anno | Manifestazione  | Sede   | Evento  | Risultato | Note |
| ---- | --------------- | ------ | ------- | --------- | ---- |
| 1948 | Giochi olimpici | Londra | Singolo | Bronzo    |      |